# Racismo recreativo
Racismo recreativo designa um tipo específico de opressão racial que aparece na forma de humor, que perpetua preconceitos e estereótipos racistas contra grupos socialmente minoritários e oprimidos de pessoas não brancas como: pessoas negras, povos originários, comunidades tradicionais e pessoas asiáticas. Esses grupos oprimidos têm o status cultural e o status material dos membros comprometidos com o compartilhamento e disseminação de discursos racistas e opressores disfarçados de piada.

## Descrição
O jurista Adilson José Moreira, doutor em Direito Constitucional Comparado pela Faculdade de Direito da Universidade de Harvard, pesquisador da Universidade de Berkeley e autor do livro "Racismo Recreativo", lançado em 2019, foi um dos primeiros a relacionar racismo e humor sob o aspecto jurídico e cunhou o conceito Racismo Recreativo, que, segundo ele, é um tipo de marginalização que tem o mesmo objetivo de outras formas de racismo:
[...] legitimar hierarquias raciais presentes na sociedade brasileira de forma que oportunidades sociais permaneçam nas mãos de pessoas brancas. Ele contém mecanismos que também estão presentes em outros tipos de racismo, embora tenha uma característica especial: o uso do humor para expressar hostilidade racial, estratégia que permite a perpetuação do racismo, mas que protege a imagem social de pessoas brancas. O racismo recreativo exemplifica uma manifestação atual da marginalização social em democracias liberais: o racismo sem racistas. Esse conceito designa uma narrativa na qual os que reproduzem o racismo se recusam a reconhecer que suas ações ou omissões podem contribuir para a permanência de disparidades raciais na nossa sociedade.
O racismo recreativo, portanto, é outra modalidade de opressão e perpetuação do sistema racista camuflada de brincadeira que protege aquele que o comete sob o escudo de ser "só uma piada". A prática envolve brincadeiras, piadas, mensagens e imagens que promovem a degradação moral de minorias raciais. Segundo Adilson Moreira, o racismo recreativo tem quatro objetivos:
- produzir gratificação psicológica para pessoas brancas;
- reproduzir a ideia de que minorias raciais não são atores sociais competentes;
- permitir que pessoas brancas expressem hostilidade contra membros de minorias raciais;
- e permitir que as pessoas brancas mantenham uma imagem social positiva.

O racismo recreativo afirma a inferioridade de minorias raciais e a superioridade de pessoas brancas, reproduzindo e mantendo o privilégio branco na sociedade. Em seu livro, Adilson Moreira formula a seguinte definição para Racismo Recreativo:
Ele deve ser visto como um projeto de dominação que procura promover a reprodução de relações assimétricas de poder entre grupos raciais por meio de uma política cultural baseada na utilização do humor como expressão e encobrimento de hostilidade racial. O racismo recreativo decorre da competição entre grupos raciais por estima social, sendo que ele revela uma estratégia empregada por membros do grupo racial dominante para garantir que o bem público da respeitabilidade permaneça um privilégio exclusivo de pessoas brancas. A posse exclusiva desse bem público garante a elas acesso privilegiado a oportunidades materiais porque o humor racista tem como consequência a perpetuação da ideia de que elas são as únicas pessoas capazes de atuar como agentes sociais competentes. O racismo recreativo contribui para a reprodução da hegemonia branca ao permitir que a dinâmica da assimetria de status cultural e de status material seja encoberta pela ideia de que o humor racista possui uma natureza benigna. Embora ele almeje salientar a suposta degradação moral de minorias raciais por meio do humor, ele expressa também a intenção de impedir a mobilização política em torno da raça. Essa forma de política cultural possibilita a  preservação de narrativas sociais baseadas na noção de neutralidade racial, elemento responsável pela manutenção de uma imagem positiva dos membros do grupo racial dominante que praticam crimes de injúria e racismo.
Os mecanismos que operam o racismo recreativo não podem ser interpretados como apenas um tipo de comportamento individual, pois como um tipo de racismo, também é parte de um sistema de dominação estrutural que extrapolam a motivação individual. Ou seja, racismo recreativo é um projeto de dominação racial que opera de acordo com premissas específicas da cultura pública brasileira que esconde toda a problemática do racismo na sociedade por trás da ideia de cordialidade essencial dos brasileiros.

## Exemplos
Em maio de 2023, a Justiça paulista determinou que o comediante Léo Lins retirasse do Youtube um vídeo, publicado em 2022, de um show com tiradas racistas e machistas, por exemplo. Só esse vídeo tinha mais de 3 milhões de visualizações. Esse caso gerou bastante repercussão nas redes sociais dividindo artistas, humoristas e demais usuários da web quanto à retirada do vídeo do Léo Lins do ar. Os debates na web exemplificam como o racismo recreativo permite que as pessoas brancas se escondam por trás de uma equivocada defesa da liberdade de expressão e oposição à censura para manter os privilégios e o sistema de dominação da branquitude e seu pacto narcísico.
Para exemplificar como se dá o racismo recreativo no cotidiano, muitas vezes sob o pretexto de ignorância ou falta de letramento racial, houve o episódio na edição 21 do Big Brother Brasil quando o sertanejo Rodolffo Matthaus comparou o cabelo do Professor João Luiz com o cabelo do "homem das cavernas", que representa um cabelo feio e sujo, portanto, sendo uma afirmação fundamentada no racismo estrutural camuflado de brincadeira.